# Пинья (Италия)
Пинья (итал. Pigna) — коммуна в Италии, располагается в регионе Лигурия, в провинции Империя.
Население составляет 886 человек (2008 г.), плотность населения составляет 17 чел./км². Занимает площадь 54 км². Почтовый индекс — 18037. Телефонный код — 0184.
Покровителем коммуны почитается святой архангел Михаил, празднование 29 сентября.

## Демография
Динамика населения:

## Известные уроженцы
- Феа, Карло (1753—1836) — итальянский археолог, коллекционер, аббат.

## Администрация коммуны
- Официальный сайт: http://www.comune.pigna.im.it Архивная копия от 16 июня 2021 на Wayback Machine